# Pustota
Pustota (1976) je zgodovinski roman Vladimirja Kavčiča o posledicah tolminskega kmečkega punta (1714–15). 

## Zgodba
Neke noči v poznem poletju leta 1714 se je mučeni, razlaščeni in po neuspešnem kmečkem uporu na izgon obsojeni puntar Matevž Platiša, po domače Grogovec, s svojo družino podal na pot v neznano. Oče Grogovec, ki je z najstarejšim sinom Jakobom preživel tudi grozote zapora, se je tedaj spraševal: »Sem ravnal prav, ko sem se povezal s puntarji?«  Verjeli so, da nečloveške razmere ne morejo trajati večno.  Življenje je Grogovca bilo izučilo, da prihodnosti ni mogoče doumeti, da se spreminja celo preteklost. Najstarejši sin Jakob jih popelje do zemlje, ki bo njihov novi dom. Zemlja je bila nikogaršnja, tako je dejal župan Brložnik, a vseeno so morali zanjo in za vse druge prejete dobrote izkazati hvaležnost: najmlajša Tinček in Rezika županu odslužita z delom. V začetku so izgubili staro mamo, ki so ji zaradi starosti in bolehnosti že pešale moči. 
Hudo zimo so na posesti Pustota, kamor jih je bil napotil župan, preživeli dokaj dobro. A sreča je bila kratka.  V Podobnem, kamor je šel po rovnice za gospodarja, so Tinčka zgrabili loški biriči, ki so novačili vojake. Po spopadu jim je zbežal v gozd, kjer je naletel na krvoločne stekle pse in zaradi njihovih ugrizov zblaznel. Grogovec in Jakob sta ga iskala, hodila za namigi vidcev in se ustavila pri Veroniki, ki je ranjenemu Tinčku pomagala.
Nesreča je zadela še pridelke in živino: mrtev pes, v sadovnjaku v visoki travi pobite kokoši brez glav ... Čudna znamenja krot so dojemali kot delo vragov. Sledilo je obdobje grozovite bolezni krvave griže, ki je za vedno zaznamovala celoten okoliš. Najprej je zadela mlado Rezko in jo nečloveško mučila do zadnjega diha. Napadla je še mamo Ano in očeta Grogovca. Trpeči oče je ponoči zapustil hišo ter v hladni noči sredi gozda izdihnil.
Sledovi njihovega dela so izginjali. Še sonce je svetilo medlo, brez prave topline. Jakob se je po začetni fazi obupovanja in odtujevanja od realnosti le odločil pobrati in pričeti s prenovo. Sama je ostala tudi Veronika: njen oče je umrl, bratje so odšli na delo, le mali Jaka je še ostal z njo. Jakob ju je povabil k sebi in počasi je Platiševo ozemlje spet začelo oživljati. Zdaj ko je imel Jakob pred seboj Veroniko in Jako, ga prihodnost ni več skrbela, tudi zato ker mu je Veronika naznanila, da bosta dobila otroka. 
Zgodba Platiševih je strahovito trd boj za goli obstanek. Boj zoper lakoto, divjo naravo, bolezen, pohlep in brezsrčnost mogočnih bogatašev. »Nobenega reda ni več, pravica je kakor metla, vsak si jo jemlje v roke in pometa z njo po mili volji ...«

## Kritika in literarna zgodovina
Pustota je bila deležna obilnega in zelo ugodnega kritiškega odziva. 
- France Bernik: Prvi Pustoto opredeljuje kot povest, ki nam predstavlja čas po zatrtem tolminskem puntu. Pravi, da sta v njej zarisani dve skrajni točki življenjskega nihanja. To je prvič spoznanje, da je trpljenje človekova prava in edina usoda ter vera, da se življenje kljub temu nikoli ne ustavi.[1]
- France Vurnik: V svoji  obširnejši oceni povzame dogajanje pripovedi, katere bistvo vidi v razpredanju usode enega izmed udeležencev punta, potem ko je skupaj s starejšim sinom odsedel v ječi goriškega gradu kazen za udeležbo v puntu.[2]
- Jernej Novak: Pravi, da je Pustota zanimiva predvsem zato, ker ohranja avtorjev lastni tematski opis Pustote kot "iskanje usode, razbiranja življenja slovenskega človeka v prostorskem in časovnem zarisu mišljenja in delovanja tega človeka."[3]
- Dušan Željeznov: Pustoto opiše kot povest o slovenskem kmetu kot človeku, ki ga simbolizirata že pri Berniku citirani spoznanji.[4]
- Slavko Rupel: "Zato bo v veliki meri od bralca odvisno ali se bo zadovoljil s samo zgodovinsko tematiko in dogajanjem s slovenskim kmetom ali pa bo delo ob razmišljanju dojel kot sodobno sporočilo."[5]
- Bogomil Gerlanc: Bistvo pripovedi vidi v razpredanju usode enega izmed udeležencev punta. Poudarja posledice, ki jih Grogovec doživlja zaradi upora, kar se vidi že iz naslova njegove ocene Roman o kaznovanem puntarju.[6]
- Marko Hudnik: "Bralčev interes niha med upanjem, da bojo Grogovčevi na novo zaživeli, in med strahom, da jim mogoče sploh ni usojeno preživeti." [7]
- Franci Zagoričnik: Izpostavlja filozofsko branje tega romana, ki zadeva resnico in smisel človekovega boja in obstoja ob hkratni resnici in smislu njegovega poraza in umiranja.[8]
- Nada Gaborovič: Kritiko navezuje na uvodno misel Pustote o življenju: "Najbrž je življenje nasploh boj za obstanek."[9] Takšno razmišljanje pravi, gradi predvsem na predstavitvah človekove nuje in sposobnosti, da vztraja in prenaša vsakršne preizkušnje in trpljenje.
- Andrej Inkret: Pustoto bere kot izrazito meditativno grajeno parabolo ali priliko. Pravi, da so v ospredju zgolj eksemplarični eksistencialni doživljaji in izkušnje. Pomemben del te izkušnje pa je predvsem samota, ki jo doživlja Jakob ob izgubi celotne družine.[10]
- Marjan Dolgan: Pustoto opredeljuje podobno kot Inkret. Pravi, da so zgodovinska snov, zemljepisni prostor, osebe in dogajanje v romanu le temelj, na katerem Kavčič konkretizira globljo idejnost. Gre za eksistencialistična vprašanja, ki niso le del Grogovca, ampak vsakega človeka.[11]
- Boris Paternu: Kavčičeva dela obravnava v besedilu Esej o Kavčiču. Tu na širše predstavi Kavčičeva dela. Izpostavlja, da imajo v romanih vodilno vlogo skrajno zaostreni in ogroženi položaji glavnih oseb, ki na koncu vodijo v poraženost, brezup in smrt.[12]
- Marija Stanonik: "V svoji esejistični razčlenitvi Pustote je poudarek namenila bogastvu razčlenitve od jezikovnih sredstev do oblikovnih."[13]
- Miran Hladnik: "Pustota je simbol tradicionalnega, Prešernovega razumevanja slovenske zgodovine, je simbolna oznaka puščobnosti slovenske zgodovinske eksistence. Pot z Z na V ni perspektivna. Perspektiva Slovencev ni v umiku v nenaseljene kraje, ampak v vrnitvi na zgodovinsko prizorišče, prevzem zgodovinsko izpostavljenih vlog. Med vrsticami je roman torej polemika z belogardistično tezo o nujni pasivnosti Slovencev."[14]
- Helga Glušič: "Roman Pustota uvaja mračna podoba, ki odslikava prispodobe grozečega dogajanja (oblak v podobi zmaja, krhkost stvari in ljudi, tesnobnost), v katerem imajo vlogo tudi galjoti, ki so kmetu odgnali zadnji ovčji trop. Kavčičeva realistično-opisna proza dopolni z mitskimi motivi in prvinami ljudskega vraževerja. Roman je okvirno, glede na poudarjeno idejo o boju za preživetje na zemlji, o upanju na prihodnost rodu in zaupanja v poštenost in zvestobo." [15]
- Jože Šifrer: Snov je pisatelj v toliki meri pregnetel z osebnim odnosom do stvari, da je roman kot celota bolj čustvena pripoved kot pa epska. Od tod izvira tudi ideološka vznesenost, ki je značilna za večino teksta. Tudi osebe so oblikovane predvsem na osnovi avtorjevih čustvenih in nazorskih predpostavk.[16]
- Stanko Janež:  "Dogajanje preginja neka temačnost, skrivnostna usojenost, samotnost. Življenje v Pustoti je zategadelj prilika (alegorija) o možnostih življenja, ki so mu mejniki dolžnost, neogibnost in samorazumevanje".  [17]

## Zgodovina izdaj

### Ponatisi
- 1976 Pustota, prva izdaja (COBISS)
- 1977 Pustota, druga izdaja (COBISS)
- 2004 Pustota, tretja izdaja (COBISS)

### Prevodi
- 1979 Pustolina, prevod hrvaški, srbski jezik (Roksanda Njeguš) (COBISS)

### Priredbe
- Po romanu je bil leta 1982 posnet film z istoimenskim naslovom. Režiser filma je Jože Gale.
- Bojan Adamič je za film napisal glasbo Pustota.